# Tinka Kurti
Tinka Kurti (* 17. prosince 1932, Sarajevo) je albánská herečka.

## Životopis
Je jednou z nejznámějších albánských hereček své éry. Během 60 let své kariéry hrála v 167 divadelních hrách a 65 celovečerních filmech. Je dcerou albánsko-maďarské herečky a zpěvačky Elisabety von Balinda. Jako dítě se svou rodinou emigrovala ze Sarajeva do albánského Skadaru. V tomto městě také strávila většinu svého života. V roce 1947 byla vyloučena z umělecké školy v Tiraně (Liceu Artistik) po třech měsících studia (jak sama tvrdí za příliš liberální názory), a tím skončilo její vzdělávání. Ve věku 16 let debutovala na jevišti ve vedlejší roli hry Dasma Shkodrane. O rok později se připojila k souboru Teatr Migjeni w Szkodrze, kde hrála hlavní role v albánských a ruských dramatech. V roce 1958 debutovala ve filmu Tana a tím začala její velká filmová kariéra. Za své role získala řadu ocenění. Její jméno přijalo albánské divadlo působící ve švédském Malmö. V roce 2003 o ní natočil albánský režisér Esat Teliti dokumentární film Tinka.

## Filmografie
- 1958: Tana jako Tana
- 1970: Guximtarët jako matka Ilira
- 1972: Yjet e neteve te gjata jako matka
- 1973: Operacioni Zjarri jako Mrika
- 1975: Lumë drite jako Halla
- 1975: Cifti i lumtur
- 1975: Ne fillim te verës jako matka Very
- 1976: Thirrja jako Mrika
- 1978: Gjeneral gramafoni jako matka Hality
- 1978: Vajzat me kordele të kuqe jako paní Mancini
- 1979: Emblema e dikurshme jako Patra
- 1979: Ne vinim nga lufta jako Arshia
- 1980: Mëngjeze të reja jako služka lékaře
- 1980: Nusja jako žena Demy
- 1981: Qortimet e vjeshtës jako matka Kujtima
- 1981: Si gjithë të tjerët jako ředitelka
- 1982: Besa e kuqe jako Dila
- 1982: Rruga e lirise jako matka Sania
- 1985: Hije që mbeten pas jako matka Agrona
- 1987: Në emër të lirisë jako matka
- 1987: Telefoni i një mëngjesi
- 1988: Flutura ne kabinen time jako Marta
- 1988: Misioni pertej detit
- 1989: Edhe kështu edhe ashtu jako učitelka zpěvu
- 1990: Balada e Kurbinit jako matka Dardiego
- 1990: Unë e dua Erën jako doktor Keti
- 1991: Vdekja e kalit jako matka Meri
- 1993: Zemra e nënës jako babička
- 1998: Dasma e Sakos jako Meja
- 1998: Nata jako babička
- 2006: Etjet e Kosovës jako ošetřovatelka
- 2008: Mira jako Dija
- 2009: Ne dhe Lenini jako Kristina
- 2009: Familjet (televizní seriál)
- 2009: Gjallë!
- 2012: Në kërkim te kujt jako Lumja
- 2014: Bota jako Noje